# Loos katonai temető
A Loos katonai temető egy első világháborús sírkert a franciaországi Loos-en-Gohelle közelében. Herbert Baker tervezte.

## Története
A Loos környéki harcok 1915. szeptember 25. és október 8. között zajlottak. A városkát a 15. (skót) és a 47. (londoni) Hadosztály foglalta el, majd francia katonák verték vissza a német ellentámadást. A területen a Kanadai Hadtest kezdett temetkezni 1917 júliusában. A háború után a csatatér más helyszíneiről is szállítottak át oda halottakat. A 11 364 négyzetméteres területen 2403 brit, 446 kanadai és egy francia nyugszik.
A sírkertben hantolták el Magnus Mackay közlegényt, aki a skót Argyll and Sutherland Highlanders 11. zászlóaljában szolgált. Tizennyolc évesen halt hősi halált 1916. március 19-én. Öt másik fivére is harcolt az első világháborúban, közülük Angus és Donald szintén elesett.